# Netzingenieur
Ein Netzingenieur organisiert alle Prozesse in den Bereichen Planung, Bau und Betrieb von Strom-, Wasser- und Gasnetzen.

## Berufsbild und Tätigkeitsfelder
In den letzten Jahrzehnten haben sich die Rahmenbedingungen für die Versorgungsunternehmen in Deutschland drastisch verändert.  Die Liberalisierung des Energiemarkts schreitet fort und der Wettbewerbsdruck auf die Unternehmen steigt. Sparten wie Strom, Wasser und Gas, die bisher nur  einzeln betrachtet wurden, müssen nun ganzheitlich behandelt werden. Infolgedessen entwickelte sich nach und nach das Berufsbild des Netzingenieurs. Netzingenieure sind durch ihre spartenübergreifende Arbeitsweise flexibler und können so den heutigen Anforderungen auf dem Energiemarkt besser gerecht werden.
Ein Netzingenieur besitzt Fachwissen über mehrere Sparten und kann das sachliche Wissen aus unterschiedlichen Fachbereichen miteinander verknüpfen. So kann er effizienter und effektiver arbeiten.
In spartenintegrierten Unternehmen nimmt ein Netzingenieur vor allem operative Aufgaben wahr. Er ist für die Planung, die Entwicklung, den Bau und den Betrieb von Strom-, Wasser- und Gasnetzen zuständig und übernimmt Führungs- und Fachkompetenzen. Zu seinen Aufgaben zählen unter anderem das Zählerwesen, die Netzführung und Konzeption und Betreuung eines übergreifenden Verteilernetzes.
Ein Netzingenieur ist jedoch nicht nur ein Experte für spartenübergreifende Fragen der Versorgungstechnik, er ist auch für spezielle Aufgaben in der Strom-, Wasser- oder Gasversorgung geschult. Darunter fallen beispielsweise Hochspannungsnetze, Umspannwerke, Gas-Druckregelanlagen oder Wassergewinnungs- und Speicheranlagen.

## Ausbildung und  Studium
Seit 2002 werden an einigen Fachhochschulen und Instituten Weiterbildungsstudiengänge zum Netzingenieur Strom/Gas/Wasser angeboten. Allerdings richtet sich dieses Fortbildungsangebot an bereits im Beruf stehende Ingenieure, die schon ein technisch-wissenschaftliches Studium absolviert haben.
Ab dem Wintersemester 2009/2010 bietet die FH Aachen in Kooperation mit dem Rohrleitungsbauverband (rbv) und dem  Berufsförderungswerk der Bauindustrie NRW e.V. erstmals einen „Dualen Studiengang Bauingenieurwesen in der Vertiefungsrichtung Netzingenieurwesen“ an. Das duale Studium besteht aus einem Fachhochschulstudium (Bachelor of Engineering) in Kombination mit einer gewerblich-technischen Ausbildung zum Rohrleitungsbauer. Nach vier Jahren wird das Studium mit dem akademischen Grad „Bachelor of Engineering - Schwerpunkt Netzingenieurwesen“ abgeschlossen.
Der Fachbereich Energie · Gebäude · Umwelt der Fachhochschule Münster bietet spartenübergreifend einen Masterstudiengang „Netzingenieur Versorgungswirtschaft“ an, der sich an Studierende mit einschlägiger Berufserfahrung in der leitungsgebundenen Versorgungswirtschaft wendet. Die Studierenden bringen in das Studium außerdem Kenntnisse über die technischen Einrichtungen und die betrieblichen Abläufe in den Sparten Strom und/oder Gas und/oder Wasser mit ein. Die FH Münster bieten aber auch Bachelorabsolventen, die in einer der Netzsparten beruflich Fuß gefasst haben oder fassen wollen, die Möglichkeit erforderliche Kenntnisse zu erwerben.